# La Bosse-de-Bretagne
La Bosse-de-Bretagne est une commune française située dans le département d'Ille-et-Vilaine, en région Bretagne.

## Géographie
|                  | Le Sel-de-Bretagne, Tresbœuf |                    |

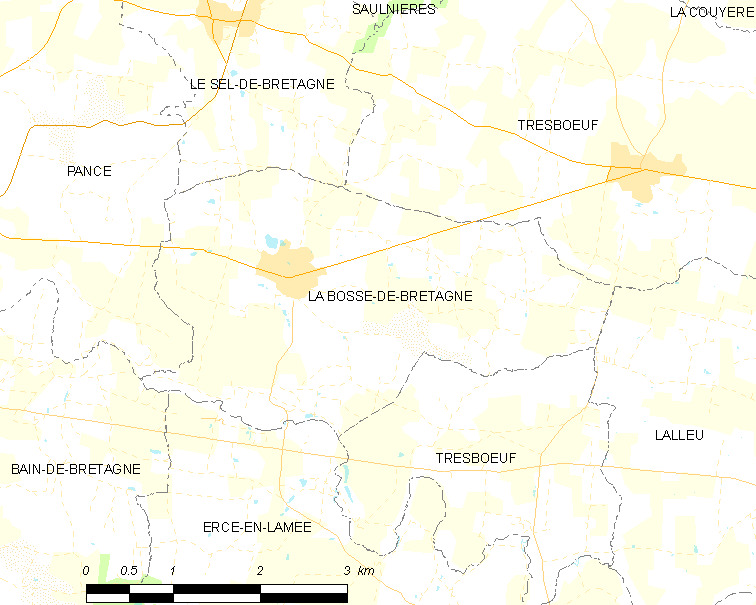
Carte de la commune.

| Pancé            | La Bosse-de-Bretagne         | Lalleu             |
| Bain-de-Bretagne | Ercé-en-Lamée                | Tresbœuf (exclave) |

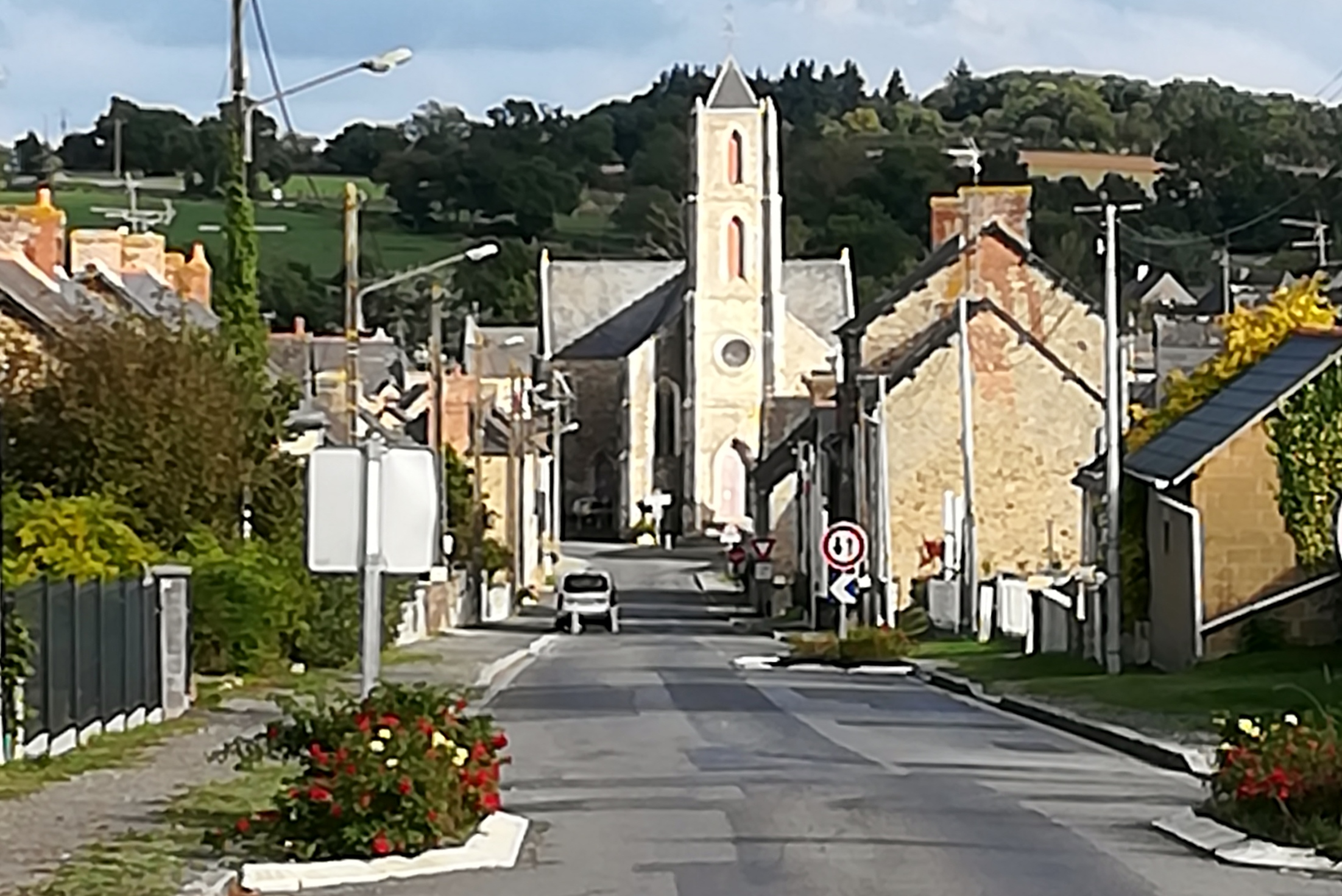
La Bosse-de-Bretagne et son église paroissiale vues depuis la route de Pancé (D 47).

### Hydrographie
Pour un article plus général, voir Réseau hydrographique d'Ille-et-Vilaine.
La commune est située dans le bassin Loire-Bretagne. Elle est drainée par le Semnon, le ruisseau de Sevrault, les Bruères et les Noés,,.
Le Semnon, d'une longueur de 73 km, prend sa source dans la commune de Saint-Erblon et se jette  dans la Vilaine à Saint-Senoux, après avoir traversé 20 communes. 

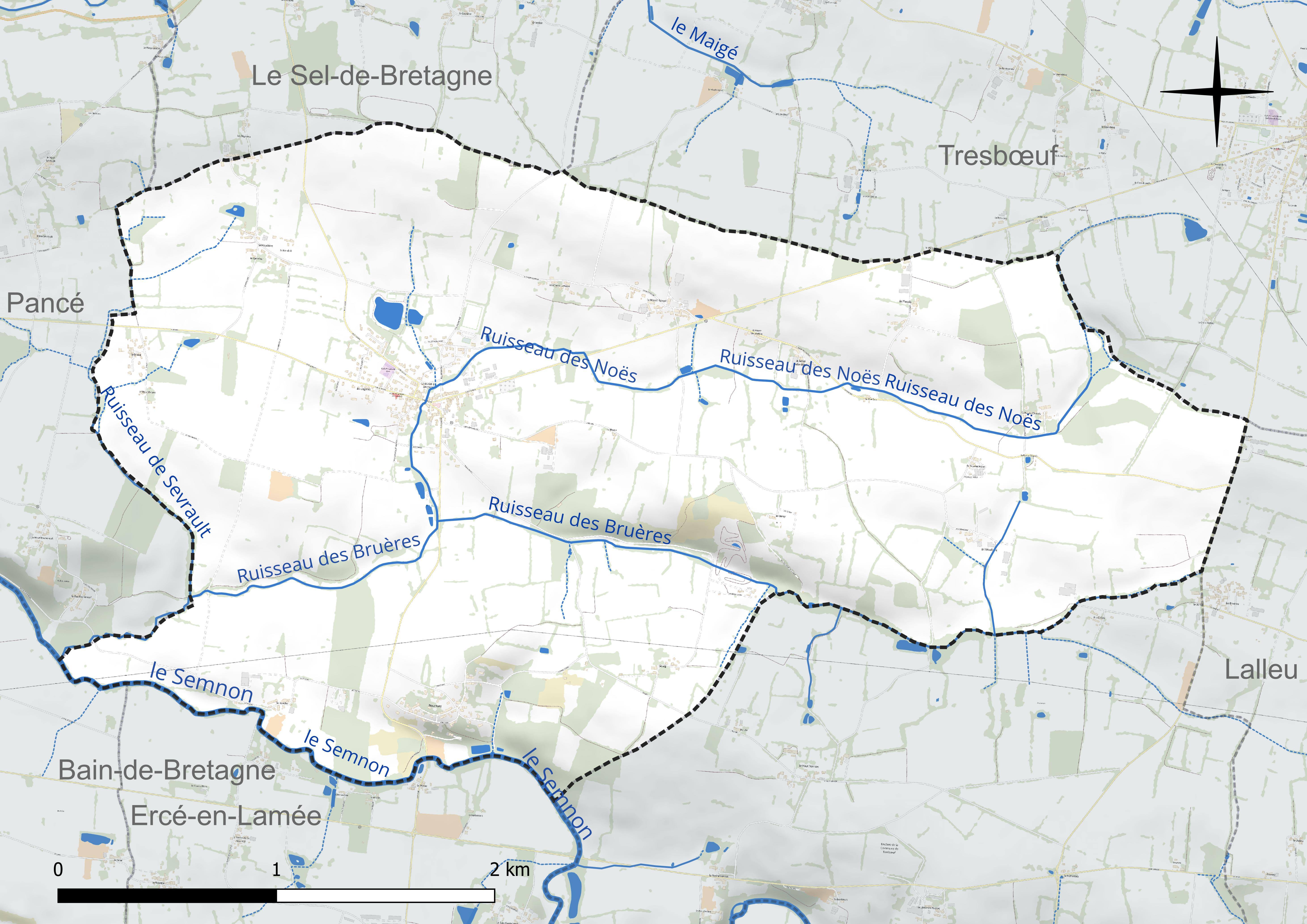
Réseau hydrographique de la Bosse-de-Bretagne.

### Climat
Pour des articles plus généraux, voir Climat de la Bretagne et Climat d'Ille-et-Vilaine.
En 2010, le climat de la commune est de type climat océanique altéré, selon une étude du CNRS s'appuyant sur une série de données couvrant la période 1971-2000. En 2020, Météo-France publie une typologie des climats de la France métropolitaine dans laquelle la commune est exposée à un climat océanique et est dans la région climatique  Bretagne orientale et méridionale, Pays nantais, Vendée, caractérisée par une faible pluviométrie en été et une bonne insolation. Parallèlement l'observatoire de l'environnement en Bretagne publie en 2020 un zonage climatique de la région Bretagne, s'appuyant sur des données de Météo-France de 2009. La commune est, selon ce zonage, dans la zone « Sud Est », avec des étés relativement chauds et ensoleillés.  
Pour la période 1971-2000, la température annuelle moyenne est de 11,6 °C, avec une amplitude thermique annuelle de 13,1 °C. Le cumul annuel moyen de précipitations est de 723 mm, avec 11,7 jours de précipitations en janvier et 6,2 jours en juillet. Pour la période 1991-2020, la température moyenne annuelle observée sur la station météorologique la plus proche, située sur la commune de La Noë-Blanche à 13 km à vol d'oiseau, est de 12,2 °C et le cumul annuel moyen de précipitations est de 780,5 mm,. Pour l'avenir, les paramètres climatiques de la commune estimés pour 2050 selon différents scénarios d'émission de gaz à effet de serre sont consultables sur un site dédié publié par Météo-France en novembre 2022.

## Urbanisme

### Typologie
Au 1er janvier 2024, La Bosse-de-Bretagne est catégorisée commune rurale à habitat dispersé, selon la nouvelle grille communale de densité à sept niveaux définie par l'Insee en 2022.
Elle est située hors unité urbaine. Par ailleurs la commune fait partie de l'aire d'attraction de Rennes, dont elle est une commune de la couronne,. Cette aire, qui regroupe 183 communes, est catégorisée dans les aires de 700 000 habitants ou plus (hors Paris),.

### Occupation des sols
L'occupation des sols de la commune, telle qu'elle ressort de la base de données européenne d'occupation biophysique des sols Corine Land Cover (CLC), est marquée par l'importance des territoires agricoles (96,8 % en 2018), une proportion sensiblement équivalente à celle de 1990 (97 %). La répartition détaillée en 2018 est la suivante : 
zones agricoles hétérogènes (51,5 %), terres arables (37,9 %), prairies (7,5 %), zones urbanisées (3,2 %). L'évolution de l'occupation des sols de la commune et de ses infrastructures peut être observée sur les différentes représentations cartographiques du territoire : la carte de Cassini (XVIIIe siècle), la carte d'état-major (1820-1866) et les cartes ou photos aériennes de l'IGN pour la période actuelle (1950 à aujourd'hui).

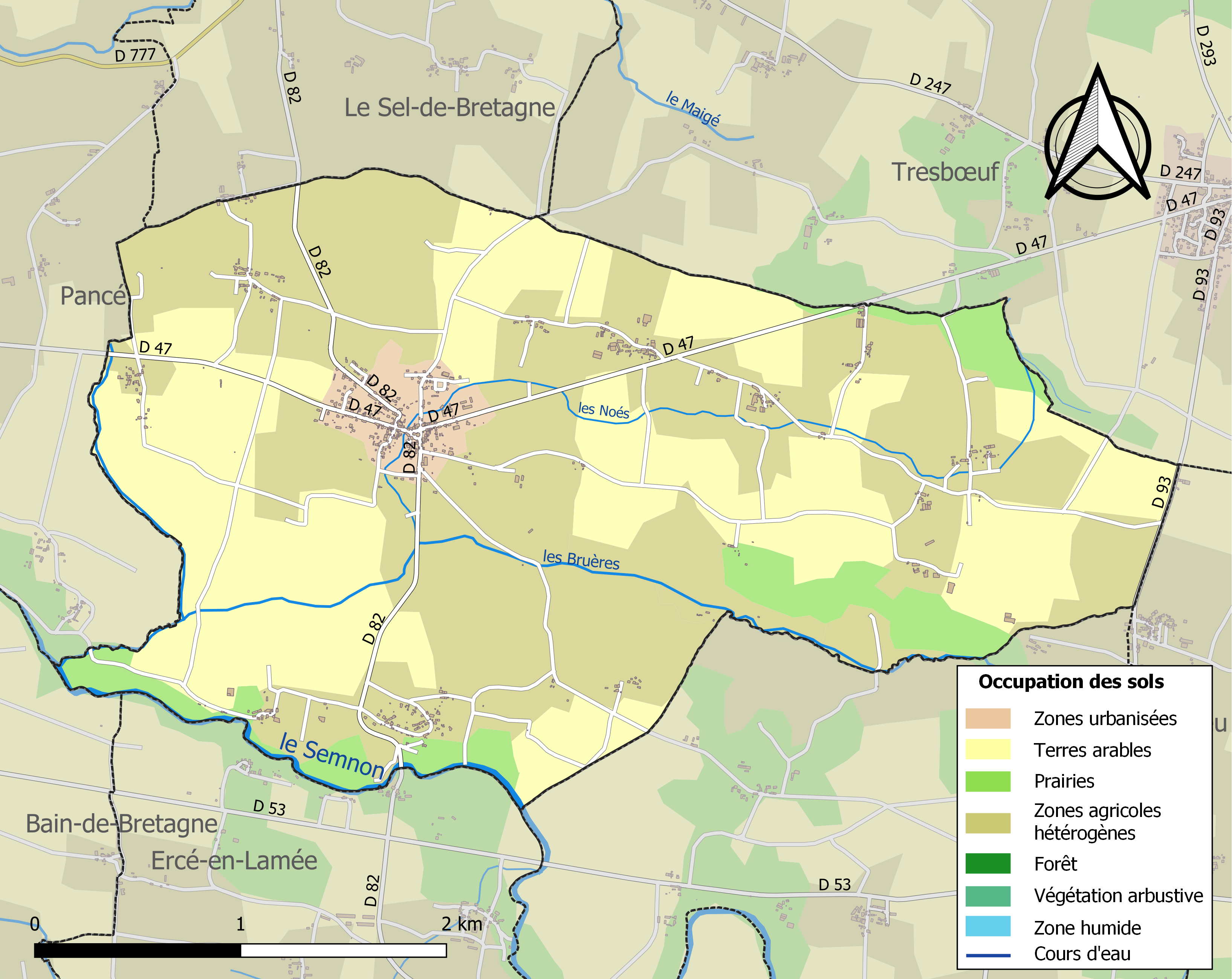
Carte des infrastructures et de l'occupation des sols de la commune en 2018 (CLC).

## Toponymie
Le nom de la localité est attesté sous les formes La Boce aux XIIIe et XVe siècles, La Bosse en 1677, La Beausse en 1715.
La Bosse-de-Bretagne est issu de boce désignant un « petit village entouré de bois ».
Son nom en breton est Bosenn.

## Histoire
La Bosse est citée pour la première fois en 1218, le territoire appartient alors au seigneur de La Roche-Verrion en Tresbœuf.

### Temps modernes
Le territoire de la future commune de La Bosse est au XVIIIe siècle partagé entre les deux paroisses de Saulnières et de Lalleu-Saint-Jouin, mais la majeure partie était considérée comme une trève de Saulnières. Les paroissiens de La Bosse étaient alors spirituellement administrés alternativement par les recteurs de Saulnières et de Lalleu, la messe étant selon les dimanches célébrée par l'un ou l'autre de ces deux prêtres, selon un calendrier préciséent établi.

### LeXIXesiècle
Devenue paroisse provisoire lors du Concordat, La Bosse est rattachée à la paroisse du Sel en 1807.
Le 16 juin 1826, La Bosse, qui faisait partie de la commune de Saulnières depuis 1790, prend son indépendance par ordonnance rendue par le roi Charles X.
L'église paroissiale a été reconstruite dans le 3e quart du XIXe siècle par Édouard Brossay Saint-Marc ; elle remplaçait l'ancienne église qui datait vraisemblablement de l'époque romane et possédait un chevet arrondi ; un arc de triomphe existait alors à l'entrée du placître.

### LeXXesiècle

#### La Belle Époque

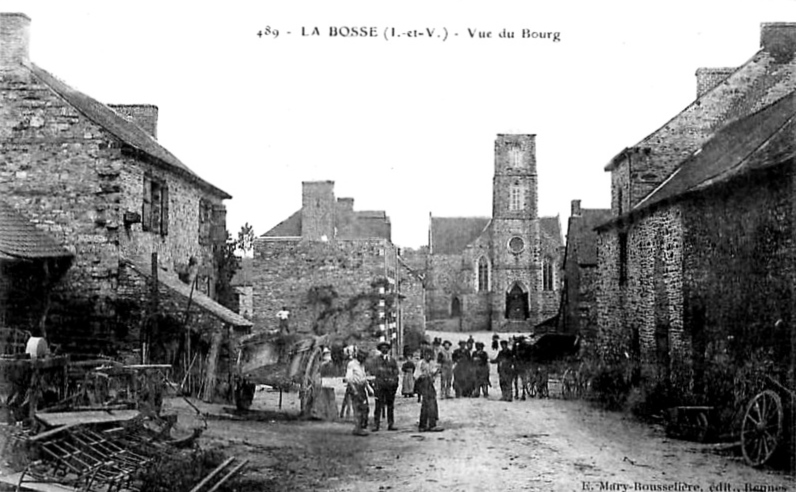
La Bosse au début du XXe siècle (carte postale).

#### La Première Guerre mondiale
Le monument aux morts de La Bosse-de-Bretagne porte les noms de 16 soldats morts pour la France pendant la Première Guerre mondiale ; tous sont décédés sur le sol français.

#### L'Entre-deux-guerres
En 1920, le nom de la commune de La Bosse a été modifié en La Bosse-de-Bretagne.

#### La Seconde Guerre mondiale
Le monument aux morts de La Bosse-de-Bretagne porte les noms de deux personnes (Alphonse Aulnette et Êmile Langouet) mortes pour la France pendant la Seconde Guerre mondiale.

#### L'après Seconde Guerre mondiale

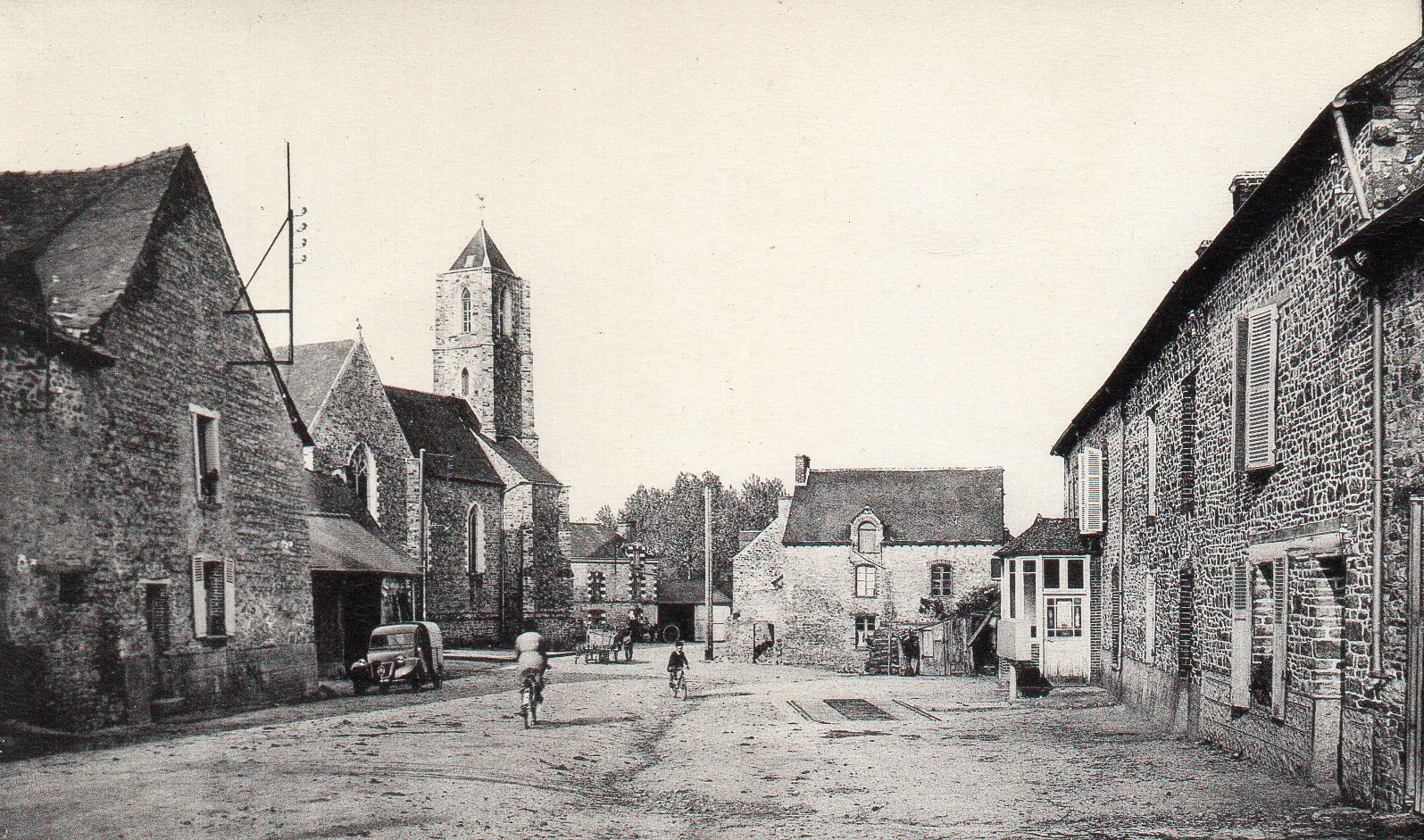
La Bosse-de-Bretagne : la place centrale vers 1960.

## Politique et administration
| Période                                  | Période           | Identité           | Étiquette | Qualité                                     |
| ---------------------------------------- | ----------------- | ------------------ | --------- | ------------------------------------------- |
| 1947                                     | ?                 | Pierre Mercier     | Rad ind   |                                             |
| mars 1983                                | mars 2003 (décès) | Michel Cosson      | DVG       | Contrôleur à La Poste                       |
| avril 2003                               | mars 2008         | Jean-Charles Hamon | DVG       | Agriculteur                                 |
| mars 2008                                | mars 2014         | Alain Dupont       | DVG       | Professeur                                  |
| mars 2014                                | 23 mai 2020       | Nathalie Gestin    | DVG       | Conseillère clientèle                       |
| 23 mai 2020                              | En cours          | Jean-Charles Hamon | DVG       | Agriculteur. Déjà maire entre 2003 et 2008. |
| Les données manquantes sont à compléter. |                   |                    |           |                                             |

## Démographie
L'évolution du nombre d'habitants est connue à travers les recensements de la population effectués dans la commune depuis 1793. Pour les communes de moins de 10 000 habitants, une enquête de recensement portant sur toute la population est réalisée tous les cinq ans, les populations de référence des années intermédiaires étant quant à elles estimées par interpolation ou extrapolation. Pour la commune, le premier recensement exhaustif entrant dans le cadre du nouveau dispositif a été réalisé en 2005.

En 2022, la commune comptait 691 habitants, en évolution de +6,64 % par rapport à 2016 (Ille-et-Vilaine : +5,46 %, France hors Mayotte : +2,11 %).
| 1793 | 1800 | 1806 | 1821 | 1831 | 1836 | 1841 | 1846 | 1851 |
| ---- | ---- | ---- | ---- | ---- | ---- | ---- | ---- | ---- |
| 450  | 558  | 503  | 515  | 527  | 481  | 450  | 447  | 470  |

| 1856 | 1861 | 1866 | 1872 | 1876 | 1881 | 1886 | 1891 | 1896 |
| ---- | ---- | ---- | ---- | ---- | ---- | ---- | ---- | ---- |
| 443  | 470  | 489  | 475  | 488  | 526  | 642  | 686  | 648  |

| 1901 | 1906 | 1911 | 1921 | 1926 | 1931 | 1936 | 1946 | 1954 |
| ---- | ---- | ---- | ---- | ---- | ---- | ---- | ---- | ---- |
| 621  | 648  | 561  | 504  | 511  | 502  | 519  | 506  | 499  |

| 1962 | 1968 | 1975 | 1982 | 1990 | 1999 | 2005 | 2006 | 2010 |
| ---- | ---- | ---- | ---- | ---- | ---- | ---- | ---- | ---- |
| 507  | 495  | 437  | 390  | 388  | 386  | 510  | 517  | 607  |

| 2015 | 2020 | 2022 | - | - | - | - | - | - |
| ---- | ---- | ---- | - | - | - | - | - | - |
| 647  | 690  | 691  | - | - | - | - | - | - |

## Lieux et monuments
- Église paroissiale Sainte-Trinité, en forme de croix latine (3e quart du XIXe siècle)[33].
- Moulin du Cleray (il date probablement du XVIIIe siècle)[34].

## Légende
La Croix Guénard attise les croyances, elle était jadis, selon la tradition, le rendez-vous des sorciers du pays. Selon un autre récit, un fantôme qui serait le spectre d'un homme massacré pendant la Révolution errerait la nuit aux alentours de la Croix.